# Herb Jamalsko-Nienieckiego Okręgu Autonomicznego

Herb Jamalsko-Nienieckiego Okręgu Autonomicznego

Herb Jamalsko-Nienieckiego Okręgu Autonomicznego – jeden z symboli Jamalsko-Nienieckiego Okręgu Autonomicznego. Przedstawia srebrnego renifera na tarczy błękitnej, zwieńczonej złotą koroną i podtrzymywanej przez dwa niedźwiedzie polarne. Pod tarczą znajduje się błękitna wstęga, na której widnieje ornament znany z flagi okręgu autonomicznego. 
Kolor niebieski ma być tutaj symbolem majestatu i piękna, a także kolorem nieba i wody (morza, rzek i jezior); kolor złoty ma symbolizować bogactwo, sprawiedliwość i wspaniałomyślność; barwa srebrna ma zaś być symbolem czystości, dobroci i niezależności, jasnych myśli i intencji, a także symbolizować ma biały śnieg. 